# جک پاول (بازیکن فوتبال، زاده ۱۸۶۰)
جان "جک" پاول (به انگلیسی: John "Jack" Powell) (۲۵ مارس ۱۸۶۰ – ۱۶ مارس ۱۹۴۷) بازیکن فوتبال ولزی بود که در پست مدافع بازی می‌کرد.
او فوتبالش را از باشگاه Druids آغاز کرد و در سال ۱۸۸۳ به بولتون پیوست. در سال ۱۸۸۶ به نیوتون هیث (منچستر یونایتد کنونی) پیوست و در سال‌های آخر حضورش کاپیتان تیم شد. او ۱۵ بازی ملی برای تیم ملی ولز نیز در کارنامه دارد.